# إي تي تي إن
إي تي تي إن: هي شركة إعلامية مقرها في لوس أنجلوس، كاليفورنيا. اعتبارًا من يناير 2018، تتلقى الشركة ملايين مشاهدات الفيديو شهريًا، بشكل أساسي على منصات التواصل الاجتماعي مثل فيسبوك و انستغرام وتيك توك ويوتيوب.
إي تي تي إن: تأسست في عام 2014 من قبل ماثيو سيغال وجاريت مورينو. وفقًا للشركة، فإنهم «يقسمون الموضوعات والمحادثات المجتمعية المهمة إلى مقاطع فيديو ومسلسلات سهلة الهضم ومسلية عبر جميع المنصات وهم قادة عندما يتعلق الأمر بالوصول إلى الأشخاص الذين يريدون سياقًا حول القضايا والمحادثات التي تهمهم». أطلقت صحيفة نيويورك تايمز على إي تي تي إن: «ماهرة بشكل خاص في ترجمة القضايا المعقدة إلى محتوى قصير ومقنع.» 
في مايو 2022، أعلنت Candle Media أنها ستستحوذ على إي تي تي إن مقابل 100 مليون دولار.

## روابط خارجية
- الموقع الرسمي